# Meyna peltata
Meyna peltata är en måreväxtart som beskrevs av Robyns. Meyna peltata ingår i släktet Meyna och familjen måreväxter. Inga underarter finns listade i Catalogue of Life.